# Henderson, Tennessee
Henderson är administrativ huvudort i Chester County i Tennessee. Orten har fått sitt namn efter militären James Henderson. Vid 2010 års folkräkning hade Henderson 6 309 invånare.